# Lee Camp
Lee Camp (Derby, 22 augustus 1984) is een Noord-Iers voetballer die dienstdoet als doelman. Hij verruilde in september 2015 AFC Bournemouth voor Rotherham United.

## Europees kampioenschap onder 21 - 2007
Camp behoorde tot het Engels voetbalelftal onder 21 dat op het EK onder 21 2007 in Nederland de halve finale bereikte. Camp speelde geen enkel duel mee in dit toernooi.

## Noord Ierland
De FIFA bevestigde op 16 februari 2011 dat Camp in aanmerking komt om voor Noord-Ierland uit te komen.

## Erelijst
Bournemouth
- Kampioen Championship

2014/15